# کلریکوس لایکوس
کلریکوس لایکوس (به لاتین: Clericos laicos) یک فرمان پاپی توسط پاپ بونیفاس هشتم بود که در سال ۱۲۹۶ میلادی صادر شد. در این فرمان بونیفاس در پاسخ به اقدام پادشاهان فرانسه و انگلستان در دریافت مالیات از روحانیون، املاک یا عواید وابسته به کلیسای کاتولیک، این عمل را تحت هر عنوانی، به هر نحوی و توسط هر شخصی بدون کسب اجازه از پاپ ممنوع اعلام کرد و خاطیان را به تکفیر تهدید نمود.